# Villar del Pedroso

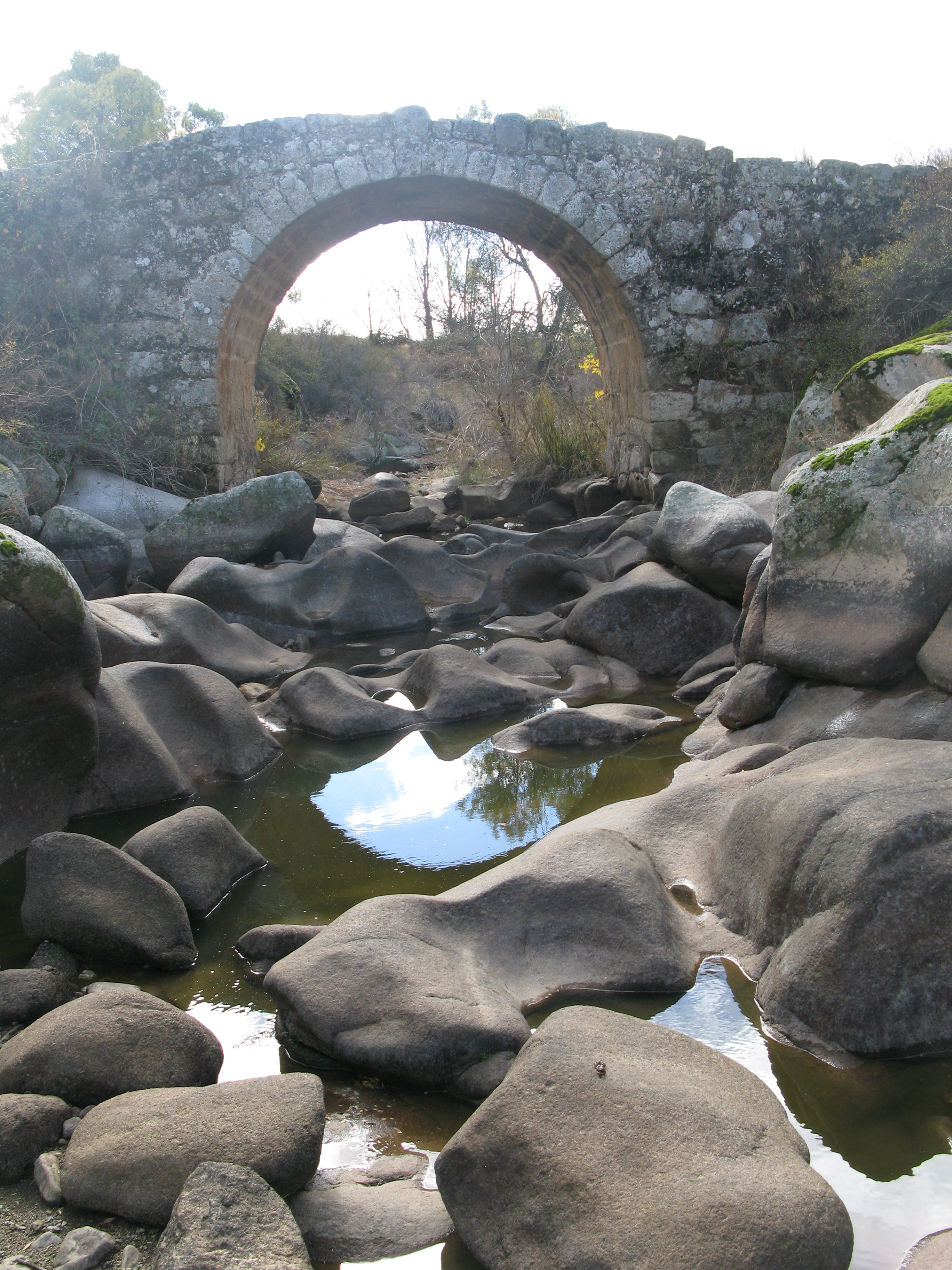
Brücke über den Río Pedroso

Villar del Pedroso ist ein spanischer Ort und eine aus zwei Ortsteilen (Villar und Navatrasierra) bestehende Gemeinde (municipio) mit 556 Einwohnern (Stand: 2024) in der Provinz Cáceres in der Autonomen Gemeinschaft Extremadura.

## Lage und Klima
Die Gemeinde Villar del Pedroso liegt im Osten der Provinz Cáceres nahe der Grenze zur neukastilischen Provinz Toledo in einer Höhe von ca. 495 m. Die Entfernung zur Hauptstadt Cáceres beträgt ca. 155 km (Fahrtstrecke) in südwestlicher Richtung; die kastilische Stadt Talavera de la Reina liegt ca. 55 km nordöstlich. Das Klima ist meist warm und trocken; der eher spärliche Regen (ca. 475 mm/Jahr) fällt hauptsächlich im Winterhalbjahr.

## Bevölkerungsentwicklung
| Jahr      | 1857 | 1900 | 1950 | 2000 | 2021 |
| Einwohner | 1356 | 1876 | 2476 | 791  | 560  |

Die zunehmende Mechanisierung der Landwirtschaft, die Aufgabe bäuerlicher Kleinbetriebe („Höfesterben“) und die daraus resultierende Arbeitslosigkeit auf dem Land haben seit den 1950er Jahren zu einem deutlichen Rückgang der Einwohnerzahlen geführt.

## Wirtschaft
Seit Jahrhunderten dominiert die Landwirtschaft (Ackerbau und Viehzucht) das wirtschaftliche Leben der Gemeinde. Große Flächen der Dehesas werden zur Zucht von Rindern und von Iberischen Schweinen genutzt.

## Geschichte
In vorrömischer Zeit gehörte die Gegend zum Siedlungsgebiet der Vettonen. Römische, westgotische und selbst maurische Spuren fehlen weitgehend; insofern ist eine Entstehung des Ortes erst nach der Rückeroberung (reconquista) der Region durch den kastilischen König Ferdinand III. (1249) in der Zeit der Neu- bzw. Wiederbesiedlung (repoblación) vieler Orte im Süden der Iberischen Halbinsel zu suchen.

## Sehenswürdigkeiten
- Die aus exakt behauenen Granitsteinen gemauerte Iglesia de San Pedro entstand im ausgehenden 15. und frühen 16. Jahrhundert; der Portikus auf der Nordseite wurde später hinzugefügt – dafür wurde das ehemalige Westportal zugemauert. Das Innere der Kirche ist dreischiffig; in der Apsis steht ein vom damaligen Bischof von Toledo in Auftrag gegebenes Altarretabel aus der Zeit um 1557 im Stil des Frühbarock; zwei weitere Altäre beschließen die Seitenschiffe.

Umgebung
- Etwa 2 km östlich quert eine mittelalterliche Rundbogenbrücke den Río Pedroso.
- Zwei Kapellen (ermitas) befinden sich auf dem Gemeindegebiet.
- Der etwa 12 km südlich gelegene Ortsteil hat keine Sehenswürdigkeiten.